# Tipula (Yamatotipula) xanthostigma
Tipula (Yamatotipula) xanthostigma is een tweevleugelige uit de familie langpootmuggen (Tipulidae). De soort komt voor in het Nearctisch gebied.